# David di Donatello 1998
La 43a edició dels premis David di Donatello, concedits per l'Acadèmia del Cinema Italià va tenir lloc el 5 de juliol de 1998 al Teatro delle Vittorie de Roma. Fou presentada per Milly Carlucci  i transmesa per Rai 1.

## Guanyadors

### Millor pel·lícula
- La vita è bella, dirigida per Roberto Benigni
- Ovosodo, dirigida per Paolo Virzì
- Aprile, dirigida per Nanni Moretti

### Millor director
- Roberto Benigni - La vita è bella
- Mario Martone - Teatro di guerra
- Paolo Virzì - Ovosodo

### Millor director novell
- Roberta Torre - Tano da morire
- Riccardo Milani - Auguri professore
- Aldo, Giovanni e Giacomo i Massimo Venier - Tre uomini e una gamba

### Millor argument
- Vincenzo Cerami i Roberto Benigni - La vita è bella
- Mimmo Calopresti - La parola amore esiste
- Paolo Virzì - Ovosodo

### Millor productor
- Elda Ferri i Gianluigi Braschi - La vita è bella
- Donatella Palermo i Loes Kamsteeg - Tano da morire
- Marco Risi i Maurizio Tedesco - L'ultimo capodanno

### Millor actriu
- Valeria Bruni Tedeschi - La parola amore esiste
- Anna Bonaiuto - Teatro di guerra
- Valeria Golino - Le acrobate

### Millor actor
- Roberto Benigni - La vita è bella
- Nanni Moretti - Aprile
- Silvio Orlando - Auguri professore

### Millor actriu no protagonista
- Nicoletta Braschi - Ovosodo
- Athina Cenci - I miei più cari amici
- Marina Confalone - La parola amore esiste

### Millor actor no protagonista
- Silvio Orlando - Aprile
- Sergio Bustric - La vita è bella
- Massimo Ceccherini - Fuochi d'artificio

### Millor músic
- Nino D'Angelo - Tano da morire
- Franco Piersanti - La parola amore esiste
- Nicola Piovani - La vita è bella

### Millor fotografia
- Tonino Delli Colli - La vita è bella
- Luca Bigazzi - Le acrobate
- Pasquale Mari - Teatro di guerra

### Millor escenografia
- Danilo Donati - La vita è bella
- Alberto Cottignoli i Stefano Tonelli - Il testimone dello sposo
- Luciano Ricceri - L'ultimo capodanno

### Millor vestuari
- Danilo Donati - La vita è bella
- Vittoria Guaita - Il testimone dello sposo
- Maurizio Millenotti - Il viaggio della sposa

### Millor muntatge
- Jacopo Quadri - Teatro di guerra
- Simona Paggi - La vita è bella
- Jacopo Quadri - Ovosodo

### Millor enginyer de so directe
- Tullio Morganti - Ovosodo
- Tullio Morganti - La vita è bella
- Alessandro Zanon - Aprile

### Millor curtmetratge
- La matta dei fiori, dirigida per Rolando Stefanelli
- Asino chi legge, dirigida per Pietro Reggiani
- Spalle al muro, dirigida per Nina Di Majo

### Millor pel·lícula estrangera
- The Full Monty (The Full Monty), dirigida per Peter Cattaneo
- Amistad (Amistad), dirigida per Steven Spielberg
- Vor (Vor), dirigida per Pavel Txukhrai

### Premi David Scuola
- La vita è bella, dirigida per Roberto Benigni

### David especial
- Tullio Pinelli a la carrera